# Vương quốc Kotte
Bản mẫu:Sri Lankan former states

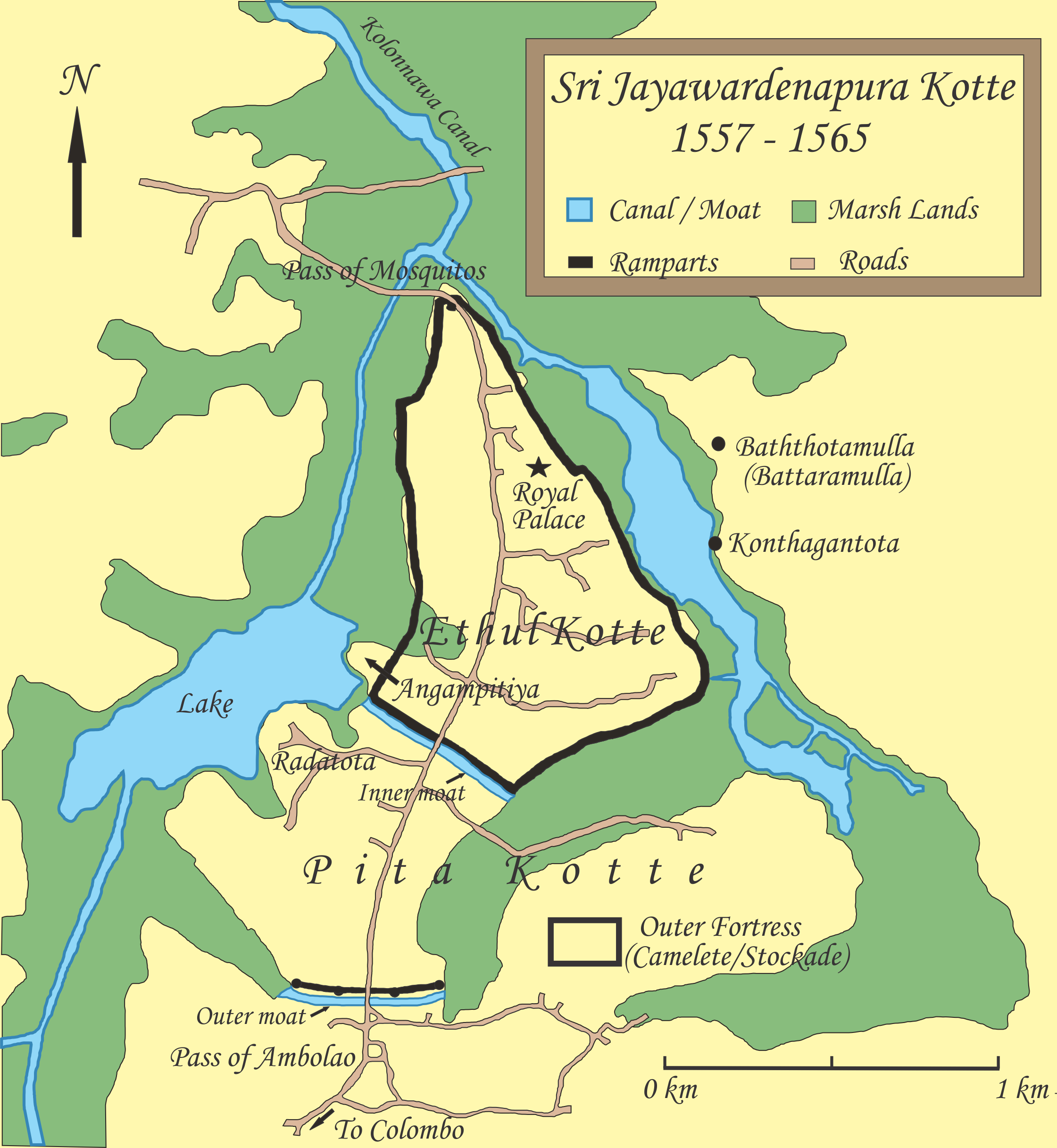
Bản đồ của Sri Jayawardenepura Kotte (1557 -1565)

Vương quốc Kotte (tiếng Sinhala: කෝට්ටේ රාජධානිය Kottay Rajadhaniya), có kinh đô nằm tại Sri Jayawardenepura Kotte, là một vương quốc phát triển hưng thịnh ở Sri Lanka trong thế kỷ XV.

## Từ nguyên
Thuật ngữ Kotte được cho là có nguồn gốc từ từ tiếng Tamil "Kōttei" có nghĩa là pháo đài. Từ Kotte được giới thiệu bởi Nissankamalla Alagakkonara, người đã sáng lập ra pháo đài. Họ được cho là đến từ thành phố Vanchi, được đồng nhất với thành phố Kanchipuram của Tamil Nadu. Nhà Alagakkonara cũng được xác định là tổ tiên của người Tamil.

## Thành lập
Được thành lập như một pháo đài của Bộ trưởng Alakesvara (1370–1385) của gia tộc Alagakkonara của Vương quốc Gampola dưới triều đại của Vikramabahu III của Gampola để ngăn chặn các cuộc xâm lược đến từ miền Nam Ấn Độ trên bờ biển phía tây, Parakramabahu VI sau đó đã biến Sri Jayawardenepura Kotte thành kinh đô của mình vào năm 1412. Nó được bảo vệ tốt bởi đầm lầy lớn bao quanh khu vực. 